# Se vinden som blåser
Se vinden som blåser är en psalm vars text är skriven av Cecily Taylor och översatt till svenska av Per Harling. Musiken är skriven av John Maynard. 

## Publicerad som
- Nr 878 i Psalmer i 2000-talet under rubriken "Jesus Kristus - människors räddning".